# Redspotgames
redspotgames war ein Videospiele-Publisher, -Vertrieb und -Promoter aus München. Die Firma galt als szenenah und legte Wert auf hochwertiges Verpackungsdesign.

## Geschichte
redspotgames wurde 2005 gegründet und entstand aus der Independent-Szene des Sega Dreamcast. Den ersten Auftritt hatte das Unternehmen auf der Games Convention des gleichen Jahres.
Ihr erstes veröffentlichtes Spiel, Last Hope for Dreamcast, ist eine Portierung des gleichnamigen Neo Geo AES Shoot ’em ups von NG:DEV.TEAM und wurde am 31. Januar 2007 veröffentlicht. Es ist der amtierende bestverkaufte „Indie“-Titel auf der Dreamcast. Während die reguläre Edition auf einer CD-ROM mit vollfarbigem Handbuch und Spinecard auf den Markt kam, bot die Limited Edition zusätzlich eine doppelte Jewel-Case-Verpackung, ein O.S.T.-Booklet, eine remasterte Soundtrack-CD im Vinyl-Look und einer handgeschriebenen Nummerierung auf der Spinecard. Nur 500 Stück wurden produziert und waren bereits fünf Tage nach dem Start der Vorbestellaktion restlos ausverkauft. Derzeit erreicht diese Version bis zu 250 Euro auf Online-Auktionshäusern.
2007 fand der zweite Auftritt auf der Games Convention in Leipzig statt. Das aktuelle Spiel Wind and Water: Puzzle Battles von Yuan Works war spielbar in einer GP2X-Version und wurde auch für die Dreamcast angekündigt. Eine Demoversion der Dreamcast-Version wurde auf der Cover-CD des deutschen Print-Magazines „Retro“ (Ausgabe 8) veröffentlicht.
Am 1. November 2008 wurde Wind and Water: Puzzle Battles veröffentlicht. Der offizielle Startschuss der Auslieferung fiel am gleichen Tag auf der Retro Gaming Connexion in Congis-sur-Thérouanne (Frankreich), auf der redspotgames mit einem Stand vertreten war.
Ende Oktober 2009 veröffentlichte redspotgames dann schließlich das dritte Dreamcast-Spiel, den vom niederländischen Senile Team entwickelten Funracer Rush Rush Rally Racing.
2013 wurde der Geschäftsbetrieb eingestellt.

## Messepräsentationen
Besonders beachtlich sind die vielen Präsentationen auf Messen, Events oder Börsen mit Videospiel-Bezug. Neben drei Auftritten auf der Games Convention war das Unternehmen auch auf kleineren Veranstaltungen wie dem Vintage Computer Festival Europa (München), Karlsruher Retro-Börse (Karlsruhe) oder der Retro Gaming Connexion (Congis-sur-Thérouanne, Frankreich) vertreten. Zusätzlich sponserte redspotgames das Schweizer Demoszene-Event Buenzli.
Das Printmagazin M!Games (früher MAN!AC) war positiv von dem alternativen Präsentationskonzept auf der Games Convention überrascht und bezeichnete den Auftritt als Punkrock.
Zur Weihnachtszeit 2008 veranstaltete der Publisher in Nürnberg ein „Wind and Water: Puzzle Battles“-Turnier mit Sachpreisen, nahe dem historischen Nürnberger Christkindlesmarkt.